# دنيس هايسبيرت
دنيس هايسبيرت (بالإنجليزية: Dennis Haysbert)‏ ممثل أمريكي من مواليد 2 يونيو 1954، من أشهر أدواره الرئيس ديفيد بالمر في مسلسل 24.

## الأفلام
- تيد 2
- مختبر
- مدينة الخطيئة: سيدة لتقتل من أجلها
- السيد بيبودي وشيرمان
- رالف المدمر
- كونغ فو باندا 2
- جارهيد
- أسطورة البحار السبعة
- الطابق الثالث عشر
- السلطة المطلقة
- حرارة
- نيفي سيلز

## المسلسلات
- الوحدة
- فرقة العدالة
- 24
- سوبرمان
- آلام النمو
- ماجنوم بي آي
- كوينسي إم إي
- الرجل الأخضر الخارق
- لوسيفر

## وصلات خارجية
- دنيس هايسبيرت على موقع IMDb (الإنجليزية)
- دنيس هايسبيرت على موقع روتن توميتوز (الإنجليزية)
- دنيس هايسبيرت على موقع ألو سيني (الفرنسية)
- دنيس هايسبيرت على موقع ميوزك برينز (الإنجليزية)
- دنيس هايسبيرت على موقع أول موفي (الإنجليزية)
- دنيس هايسبيرت على موقع قاعدة بيانات برودواي على الإنترنت (الإنجليزية)
- دنيس هايسبيرت على موقع قاعدة بيانات الأفلام السويدية (السويدية)
- دنيس هايسبيرت على موقع إن إن دي بي (الإنجليزية)
- دنيس هايسبيرت على موقع قاعدة بيانات الفيلم (الإنجليزية)
- دنيس هايسبيرت على موقع كينوبويسك (الروسية)
- Haysbert Bio at The Unit
- BostonHerald
- Race on Broadway